# Casa cu Lei din Timișoara
Casa cu Lei este una dintre cele mai vechi clădiri din Timișoara. Situată la capătul vestic al frontului de nord al Pieței Unirii, este clasificată monument istoric, ca parte a Sitului urban Cartierul „Cetatea Timișoara”, cod LMI TM-II-s-A-06095.
După foștii săi proprietari, casa mai este cunoscută drept Casa Lajos Weisz sau Casa Weisz Sándor.

## Istoric
Prima dată când pe planurile Timișoarei apare Casa cu Lei este în 1758. În 1828 apărea drept proprietar Johann Palekutsevny. În 1940 clădirea găzduia ospătăria Zur golden Sonne (în română La Soarele de Aur), apoi băcănia Zur Weißen Hund (în română La Câinele Alb) apoi prăvălia Zur Großen Pfeife (în română La Fluierul Mare). Aceasta din urmă a intrat în proprietatea lui Alexander (Sándor) Weisz în 1871, ca galanterie. În jurul anului 1900 în clădire funcționa Casa comercială Weiss-Grünbaum.
Înainte de 1989 în clădire funcționau diverse birouri administrative. Actual clădirea găzduiește sedii de firme.

## Descriere

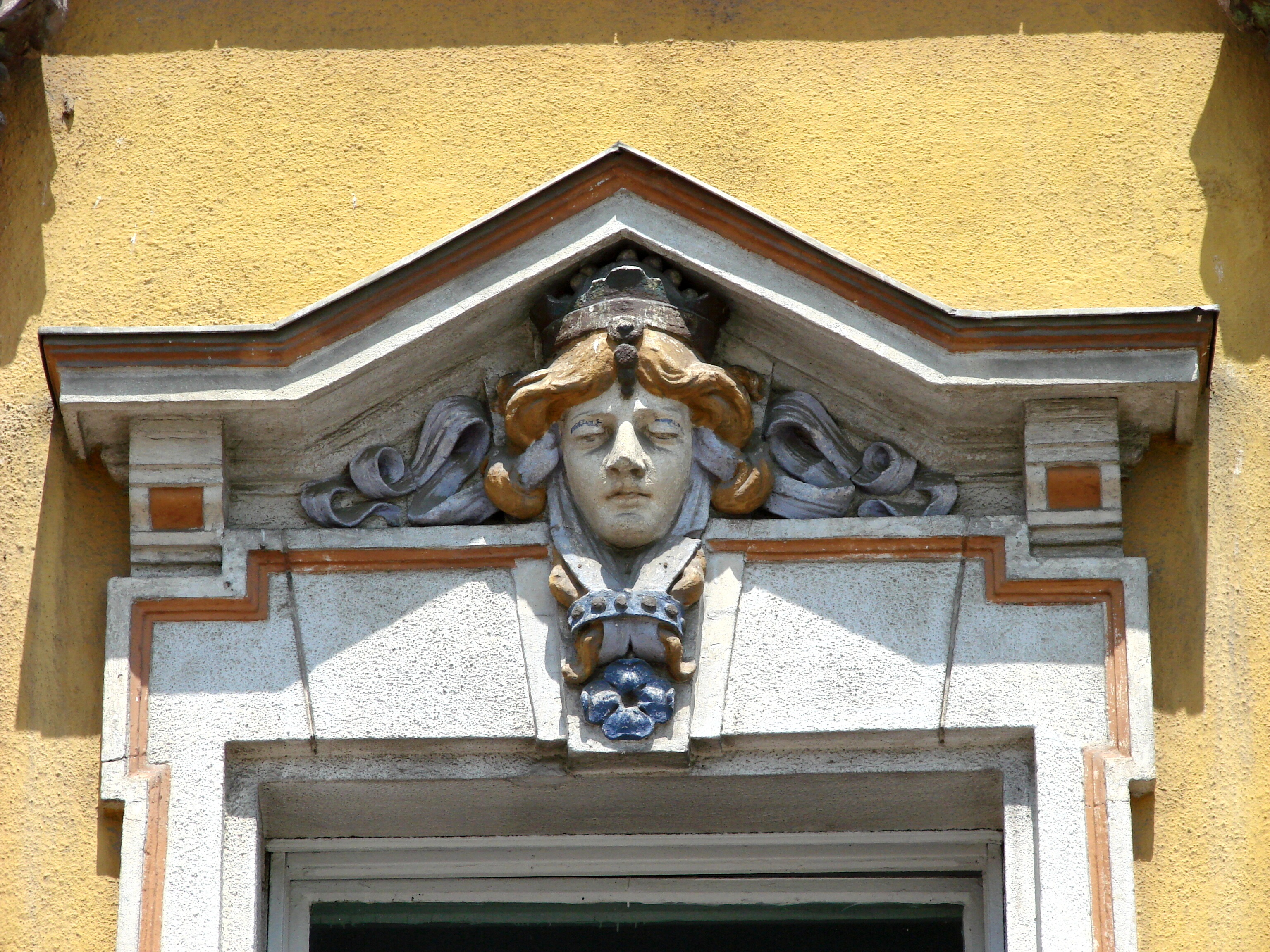
Mascaronul de deasupra ferestrelor

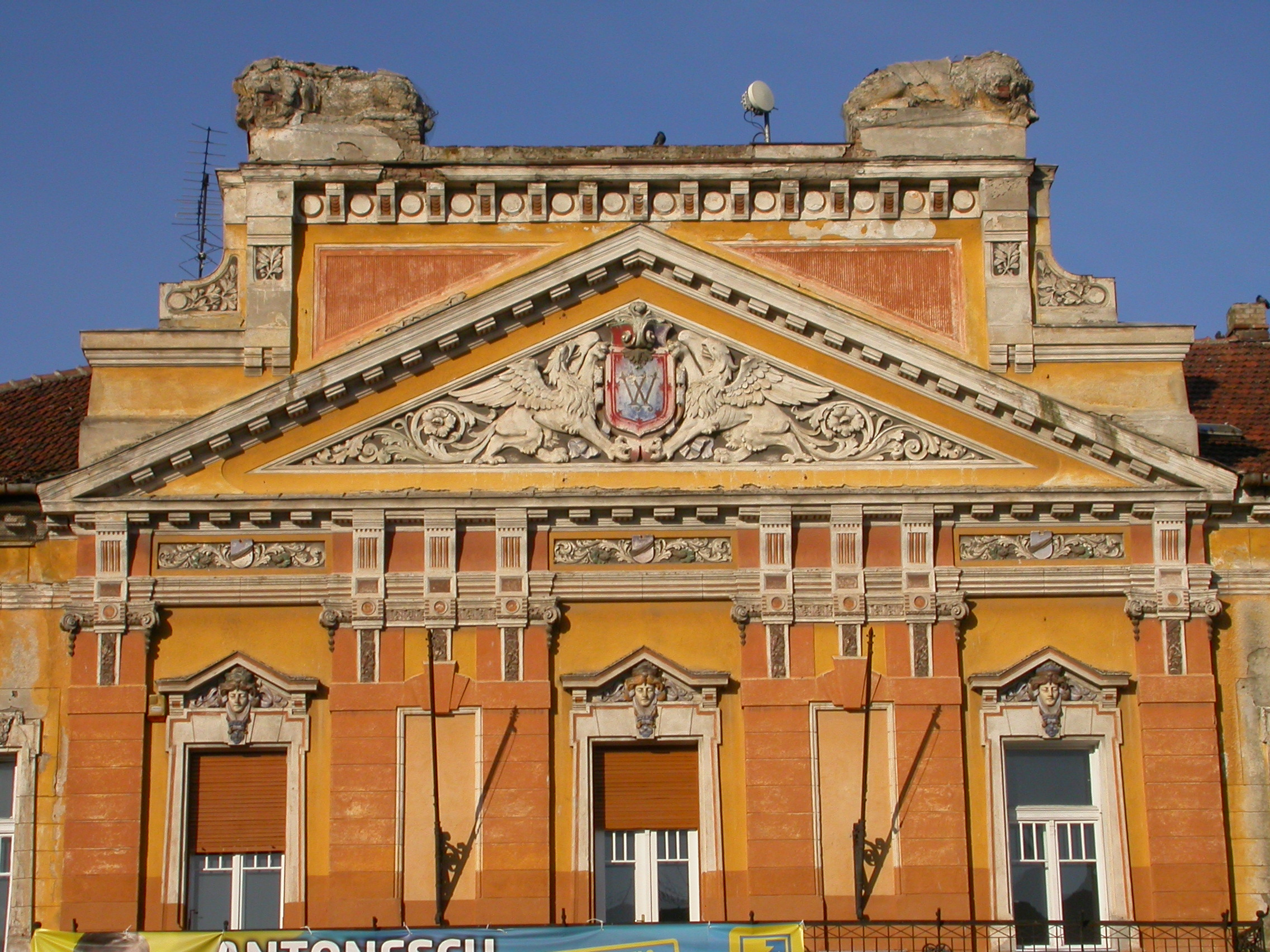
Aticul cu leii, frontonul și mascaroanele

Inițial clădirea a fost construită în stilul baroc austriac, bovindoul rotund de pe colț la etajul întâi datând din secolul al XIX-lea. În 1906 fațada clădirii a fost refăcută în stil eclectic, stilul anilor 1900 și s-a realizat o poartă din fier forjat decorată cu motive vegetale. Parterul clădirii formează un soclu cu bosaje. Etajul este decorat cu pilaștri având în partea superioară volute ionice. Trei dintre ferestrele centrale de la etaj sunt decorate cu mascaroane. Fațada este decorată cu motive vegetale. În partea de sus se află un fronton în care pe scut patru săbii formează litera „W”, inițiala de la Weisz. Scutul este susținut de grifoni. Frontonul este plasat pe un atic pe care se află doi lei în mărime naturală, de la care vine denumirea sub care este cunoscută casa, însă aceștia sunt deteriorați. Începând din 2016 clădirea este în curs de restaurare.